# Стоковий одяг
Стоковий одяг (Сток) (англ. Stock — дослівно запас або залишки на складі) — речі, одяг і взуття, які були у продажу, але не були продані в певний строк у магазинах, або невчасно вивезені зі складів виробників чи дилерів.

## Суть стоку
Стоковий одяг — як правило одяг виробництва відомих брендів, тому товар, який залежався на складі чи не був вчасно реалізований, втрачає певну цінність, оскільки тут значну роль відіграє фактор сезонності та моди. Окрім цього, не спустивши ціну на залежаний товар та не відправивши його у сток, виробника може чекати криза надвиробництва, оскільки виготовлений раніше одяг чи взуття витісняє нововиготовлений. Оскільки у формуванні цін на товари відомих марок особливу роль відіграє сама марка, то одяг, відправлений у сток, реалізовується за ціною, близькою до собівартості.  
У сток можуть потрапити і цілі партії одягу та взуття з певним дефектом, отриманим у процесі виробництва.